# 燃えよデブゴン 正義への招待拳
『燃えよデブゴン 正義への招待拳』（原題：鹹魚番生、英題：By Hook or by Crook）は、1980年の香港映画。サモ・ハン・キンポー主演。

## 解説
ブルース・リー主演の「ドラゴン」シリーズへのオマージュだった『燃えよデブゴン』とはストーリーの関連性が全くない作品である。 
義賊怪盗をテーマとしており、ねずみ小僧の様に貧しき人々に施す、中国では有名な義賊の「一枝花（ヤッチーファー）＝一枝梅」（日本語吹き替え版では「お花小僧」）に憧れる太めの青年の話である。
全体的にはコメディ主体の話でサモ・ハン・キンポーのカンフーの見せ場はそれほど多くない。
1983年12月24日にフジテレビのゴールデン洋画劇場にて『燃えよデブゴン2』の邦題で日本初放送。その後、『燃えよデブゴン 正義への招待拳』の邦題でビデオ化された。
全篇で流れる音楽はマカロニウェスタンの「ミスターノーボディ」を使用している。  
原題の「鹹魚番生」とは、「塩魚が生き返る」という意味。年老いて隠遁していた一枝花が甦り、再び正義のために立ち上がったことを表している。

## あらすじ
昔の中国のお話。義賊怪盗「一枝花（ヤ・チ・ホア）」が世間を騒がせていた。警察部長はこの一枝花を捕まえる事に躍起になっていた。そこで情報を集める為にヒョー・ロリンというおかしな男を雇う。ヒョー・ロリンは一枝花と思わしき太めの男・プー・チャン（サモ・ハン・キンポー）を見付け近づき、罠に嵌めようとする。

## 出演
出演：配役：日本語吹替声優の順に表記。
- サモ・ハン・キンポー（洪金寶）：プー・チャン（日本語吹替版では「デブゴン」）：水島裕

貧しい家庭環境で育った純朴で太めの青年。義賊「一枝花」に憧れ、その真似ごとをしてる内に様々な事件に巻き込まれて行く。
- カール・マッカ（麥嘉）：警察部長ボー・リョクダン（日本語吹替版では「ゴロ・チョンボ」）：青野武

スキンヘッドで髭面の警察官。面子にかけて「一枝花」を捕えようとする。何かと職権乱用をする男。本作の監督、脚本、製作も務めている。
- ディーン・セキ（石天) ：ヒョー・ロリン（日本語吹替版では「アンポンタン」）：はせさん治

奇怪な人物であるが抜け目のない男。警察部長に雇われ「一枝花」と思わしきプー・チャンに近づく。
- ウー・マ（午馬）：一枝花（日本語吹替版では「お花小僧」）：大木民夫

彼こそは「一枝花」その人であるが、現在は年老いて引退していた。とある事件で命を狙われており、身を隠している。
- ラウ・ガーライ（劉雅麗）：麗：麻上洋子
- ヤウ・ペイリン（游佩玲）：玲花：戸田恵子
- チョン・ファ（鍾發）：究極の殺し屋（日本語吹替版では「ペンサンピン」）：若本規夫
- エリック・ツァン（曾志偉）：ガンマン：セリフなし

背は低いが早打ちのガンマン。一枝花に自信を取り戻させる為に対決させる。
- ラム・チェンイン（林正英）

殴られ役のリーダー
初回放送 - 1983年12月24日 フジテレビ 『ゴールデン洋画劇場』

## スタッフ
- 製作総指揮：レイモンド・ウォン、ガイ・ライ
- 監督・製作：カール・マッカ
- 脚本：レイモンド・ウォン
- 武術指導：サモ・ハン・キンポー、洪家班

## 特記
確認されている「デブゴン」邦題作品。なお各作品の続編性は皆無である。